# Wildcard: Tanzania
Wildcard: Tanzania was een 5-delige Vlaamse televisiedocu-reeks, die in 2008 liep op de publieke zender Canvas. In het programma volgde acteur en dichter Ramsey Nasr een groep jonge biologen van de Universiteit Antwerpen op een expeditie naar Tanzania. Onder leiding van Professor Herwig Leirs ontdekten ze de fauna en flora van de savanne, het regenwoud en de kust aan de Indische Oceaan.
Nasr, die zelf graag bioloog wilde worden, verwoordde in het programma zijn ervaringen in een dagboek. Dat is later ook verschenen onder de titel Homo Safaricus en werd uitgegeven bij De Bezige Bij.
Het programma was een productie van BlazHoffski en werd gemaakt door Johan Terryn.